# Varga Géza (politikus)
Varga Géza (Kalocsa, 1946. április 3. – 2021. március 28. vagy előtte) politikus, agrárszakember.

## Családja
Apja idősebb Varga Géza iparos, anyja Orbán Ilona könyvelő volt. Bátyja 6 évvel volt idősebb nála. 19 éves korában kötött házasságot későbbi 4 gyermeke (Ádám, Eszter, Zsófia, Dorottya) anyjával, Mihályi Évával. Első feleségétől 1992-ben elvált. 2007-ben megkötötte második házasságát Házi Ilonával, akinek szintén van 2 gyermeke.

## Tanulmányai
| Végzettség                    | Intézmény                 | Kar                | Év   |
| ----------------------------- | ------------------------- | ------------------ | ---- |
| szerszámkészítő               | MÜM 21                    |                    | 1963 |
| gimnáziumi érettségi          | Érdi Vörösmarty Gimnázium |                    | 1968 |
|                               | Politikai Intézet         | Általános Kar      | 1986 |
| sustainable rural development | Schumacher Collage        | rural development  | 1992 |
| farm produce marketing        | Obihiro University        | agriculture sciece | 1993 |
| abszolutórium                 | University of Lund (S)    |                    | 1994 |
| professional management       | Open University (GB)      | Business           | 1995 |

Nyelvismerete angol és svéd felsőfokon, német középfokon, norvégül és dánul olvas.

## Életútja
1966-tól kísérleti műszerészként dolgozott az Ipari Szerelvény- és Gépgyárban, amely egyetemi képzésre nem javasolta, ezért disszidált. Jugoszlávián át szökött Bécsbe, ahol menekültként két évet dolgozott, majd Svédországban telepedett le. Négy hónapos nyelvtanulás után járhatott egyetemre, ahol ökológiai mezőgazdaság tudományt tanult. A diplomamunka előtt, egy sikertelen családegyesítési akció után a lengyel határon fogták el és hozták haza Magyarországra, ahol másfél év múlva, 1977-ben szabadult a börtönből.
1980-ban a Sasad Tsz háztáji csoportvezetője lett. Közben saját tehenészeti telepet hozott létre barátjával közösen. 1992-ben eladta magángazdaságát, és barátaival belekezdett a Galgafarm Első Magyar Organikus Mezőgazdasági Szövetkezet megalapításába. A Szövetkezetnek először ügyvezetője, majd 1995 óta az elnöke volt.
1988-től a Független Kisgazda-, Földmunkás- és Polgári Párt, 2002 és 2005 között a Fidesz tagja volt. Ezután egyik alapító tagja volt az Élőlánc Magyarországért ökopártnak, majd a Jobbik tagja lett. 2010 és 2014 között a Jobbik országos listájáról szerzett mandátumot és lett parlamenti képviselő.